# Фанерный
Фане́рный (также Зелёный) — исчезнувший посёлок, существовавший при строительстве будущего закрытого города Ново-Уральска, или Свердловска-44 (ныне Новоуральск). Располагался у подножия Уральской горы.

## Географическое положение
Фанерный-Зелёный посёлок находился в районе современных улиц Уральской, Мамина Сибиряка и Стахановской, у восточного подножья Уральской горы. С ним соседствовали посёлки Первомайский, раскинувшийся на северном и северо-западном склонах этой горы, и Постоянный, протянувшийся к юго-востоку от Уральской горы.

## История
Строители будущего города Ново-Уральска (Свердловска-44) прибыли в рабочий посёлок Верх-Нейвинский в феврале 1941 года. Они не могли длительное время  пользоваться гостеприимством верх-нейвинцев и уже к лету начали строить своё жильё. Так, на месте будущего города  стали строиться множество посёлков. Посёлки строились на отдалении одного-двух километров друг от друга. Датой появления Фанерного посёлка можно считать июль 1941 года, когда строителями под Уральской горой было развёрнуто 25 палаток военного типа. Это был самый первый посёлок будущего города. Фанерный посёлок также назывался Зелёным городком.
Мастер деревообрабатывающего завода Иосиф Прокопьевич Трегуб вспоминал:
До нас сюда приехали эвакуированные из Кременчуга и Москвы. Москвичи около горы Уральской выстроили себе на скорую руку Фанерный посёлок.
В августе было построено 25 четырёхкомнатных фанерных домов. Круглыми или квадратными были те самые фанерные дома, достоверно неизвестно.  Известно лишь то, что площадь каждого дома составляла 56 м². В музее Лесного — другого закрытого города Среднего Урала — имеется макет фанерного домика, напоминающего юрту: одноэтажное круглое строение с крышей купольного вида и крылечками. Дома строились из деревянных щитов, засыпанных шлаком. Перегородки были дощатые щитовые, кровля мягкая, полы деревянные. Проживание в таких домах было невыносимым: зимой дул ветер из всех щелей, в дождливое время стены разбухали от влаги.
В Фанерном посёлке были размещены детский сад, почта, узел связи, портновская и сапожная мастерские. Позднее из Временного посёлка сюда перевели школу. По воспоминаниям старожила В. С. Кислицына, школа представляла собой обычную избу с печным отоплением и располагалась в самом центре Фанерного посёлка. Как отдельно стоящие здания все перечисленные учреждения на карте того времени не обозначались. Предположительно, они располагались прямо в фанерных домиках и им выделялись комнаты с отдельными входами.
Также в Зелёном-Фанерном посёлке располагалось заводоуправление. Оно находилось насупротив современной Детской библиотеки (бывший кинотеатр «Родина»). Почти все старожилы Свердловска-44 помнили заводоуправление, так как там начиналась трудовая биография горожан. В здании заводоуправления находились администрация и отдел кадров. По своей форме здание напоминало крест. Над зданием возвышалась небольшая застеклённая башня, под которой внутри здания находилось фойе без окон. Через стёкла в башне в здание попадал единственный свет, что позволяло экономить электроэнергию.
Интересна история детского сада. По воспоминаниям старожилов, в нём была только одна группа, но обеды готовили на большее количество человек. Около 80 (а позже и 120) детей получали обеды на дом. Сотрудников дошкольного учреждения было всего четверо: заведующая, завхоз, воспитатель и повар. Они самостоятельно носили воду из Бунарки, продукты со складов и дрова из деревообрабатывающего комбината, располагавшегося около современной Заречной улицы. Заведующая детским садом Анна Павловна Воронова вспоминала: 

«За картошкой летом ходили за старый посёлок и носили её на 130 человек на своём горбу. Носили молоко из Тарасково. Обычно отправлялись втроём и приносили 2 бидона — 50 литров или 1 бидон вдвоём — 25 литров».
 На карте 1946-1947 гг. здание детского сада обозначено уже как столовая.
В количестве 25 домов Зелёный-Фанерный посёлок сохранился до 1945 года. Ко времени появления электрохимического комбината в посёлке осталось 22 дома. На картах 1947-1949 годов здесь осталось лишь 6 домов, а остальная часть Фанерного посёлка уже застраивалась новыми улицами: Мамина-Сибиряка, Стахановской и Уральской.
В послевоенные годы появились другие посёлки с похожими названиями: Первый, Второй, Третий и Четвёртый Зелёные. Со временем Первый, Второй и Третий Зелёные стали называться финскими.